# Bagel

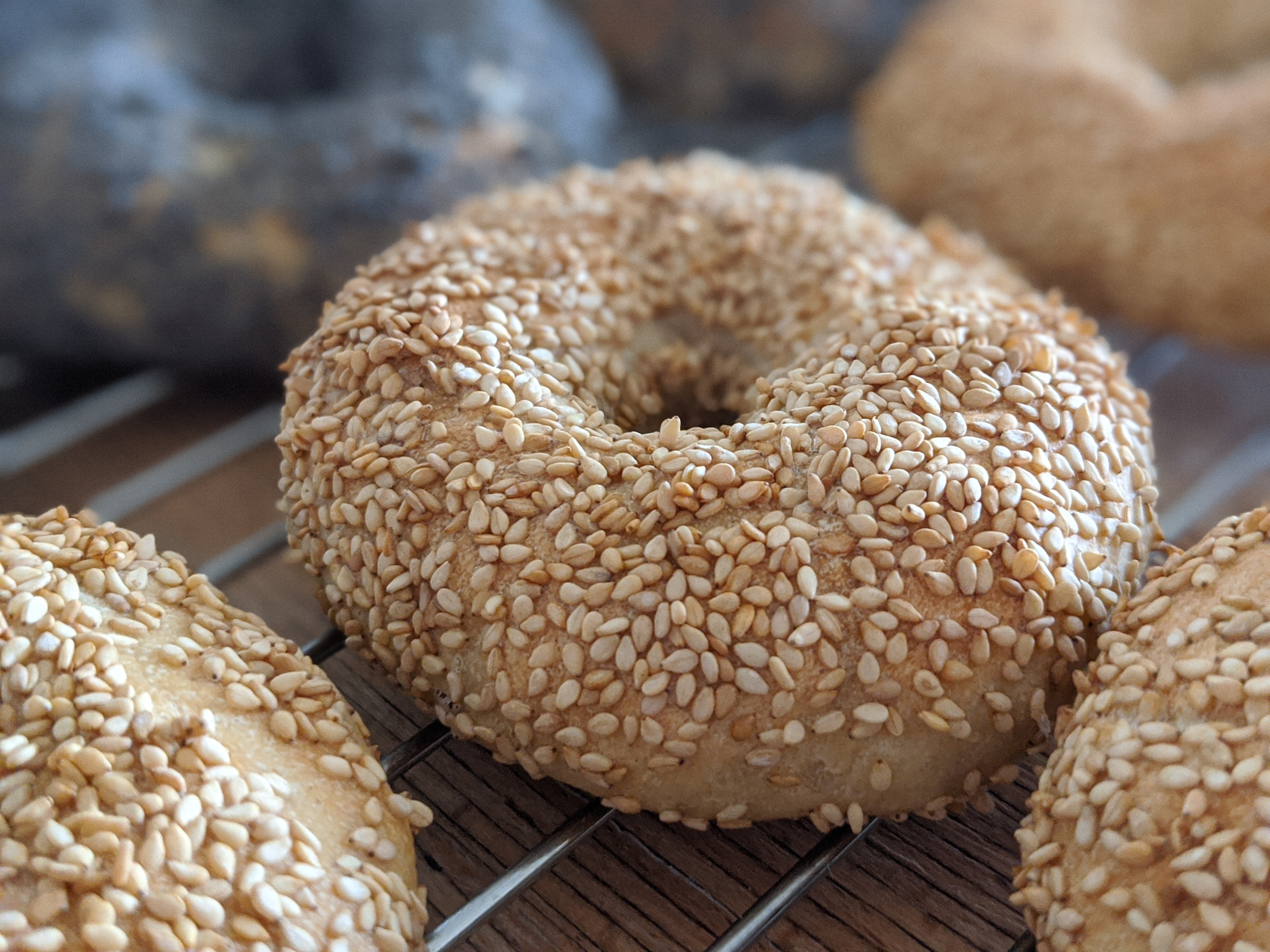
Sesambagels

Ein Bagel, manchmal auch Beigel geschrieben (von englisch bagel oder beigel [ˈbeɪgəl], dieses von jiddisch בײגל bejgl oder bajgl bzw. in YIVO-Transkription beygl), auch Beugel (Österreich), ist ein handtellergroßes rundes Gebäck aus Hefeteig mit einem Loch in der Mitte. Bagel werden vor dem Backen kurz in Wasser gekocht. Das Loch in der Mitte verkürzt den Kochvorgang. Durch das Kochen verkleistert die Stärke, wodurch eine harte und glänzende Kruste beim Backen entsteht.
Die 1610 erstmals in jüdischen Quellen in Krakau belegten Bagel entstanden vermutlich in Mittel- oder Osteuropa. Ende des 19. Jahrhunderts wurden sie von osteuropäischen jüdischen Einwanderern in den USA und Kanada eingeführt. Dort gehören sie seit den 1970er Jahren zum Ernährungsalltag und verbreiteten sich seitdem als typisch amerikanisches Backwerk weltweit.

## Varianten

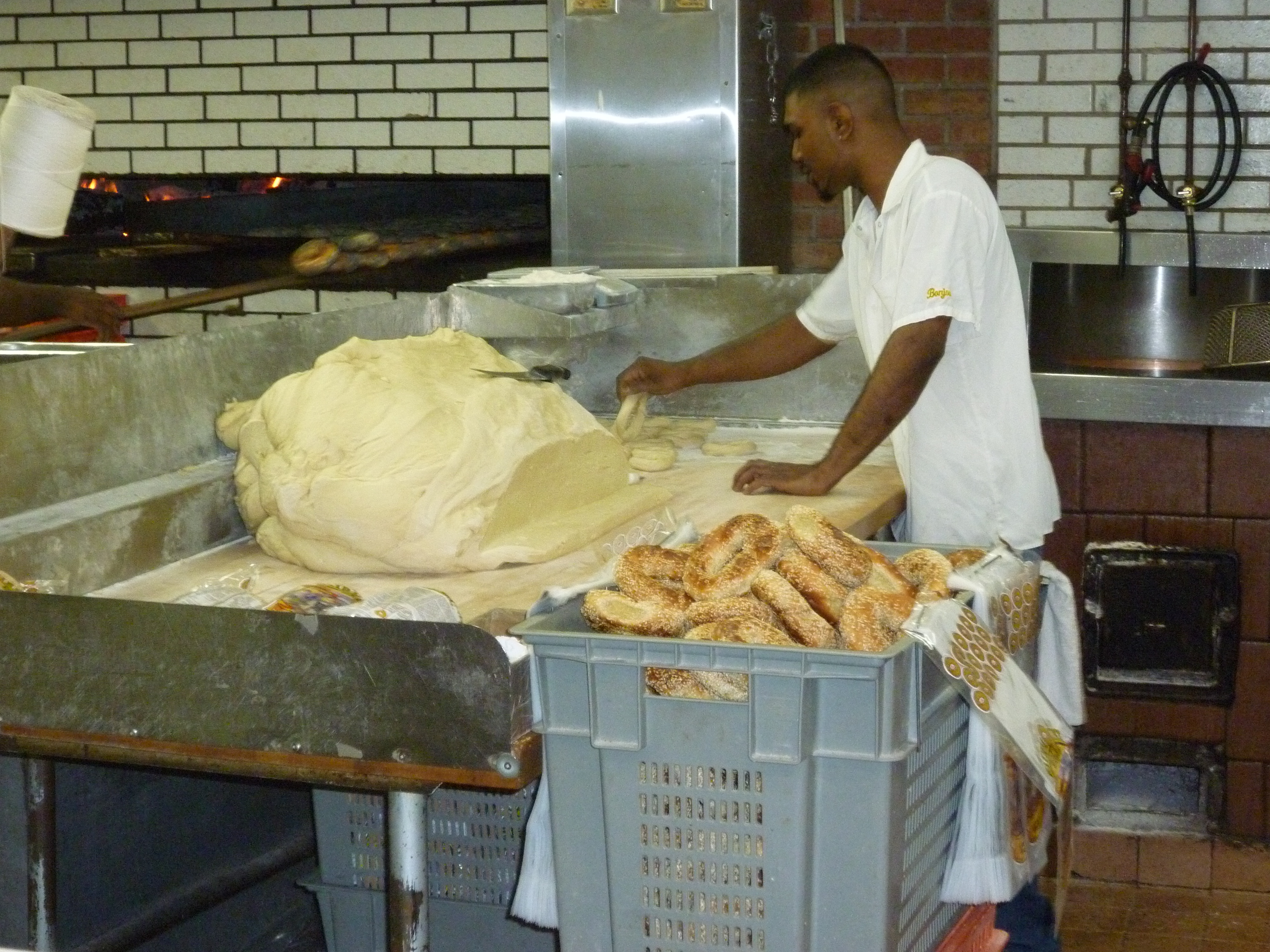
Herstellung von handgefertigtem Bagel, Montreal, Kanada

In Nordamerika gibt es zwei Varianten des Bagels, den „New York-Style Bagel“ und den „Montreal-Style Bagel“, meist als „New York Bagel“ und „Montreal Bagel“ bezeichnet. Erstere werden traditionellerweise aus einem Teig aus Weizenmehl mit hohem Kleberanteil, Wasser, Hefe, Malz und Salz hergestellt. Der Teig wird oft mehrere Stunden kühlgestellt. Das Kühlstellen des Teiges vor dem Kochen verzögert die Fermentation und verbessert Geschmack und Krustenbildung. Das aus Teigsträngen zu Ringen geformte Gebäck wird kurz in Wasser gekocht und anschließend gebacken. Neben dem „plain“ (einfachen) Bagel gibt es zahlreiche Varianten, mit Mohn, Sesam, Zwiebeln oder mit süßen Zutaten wie Rosinen und Zimt oder Blaubeeren. „New York Bagel“ werden auch aus Roggenmehl oder Sauerteig hergestellt, am Saint Patrick’s Day, dem Gedenktag zu Ehren des irischen Nationalheiligen, sind sie zudem in grüner Farbe erhältlich.
Beim „Montreal Bagel“ wird das Salz weggelassen, dem Teig werden Eier und dem Kochwasser wird Honig beigegeben. „Montreal Bagel“ werden meist mit Mohn- oder Sesamsamen bestreut und in einem Holzofen gebacken. Sie sind etwas kleiner und süßer als New York Bagels und haben ein größeres Loch in der Mitte.
Die traditionell von Hand gefertigten in London und anderen Städten Großbritanniens erhältlichen Bagel, für die in England teilweise noch die Schreibweise „Beigel“ verwendet wird, ähneln denen aus New York, sind jedoch etwas kleiner und kaufester. Industriell gefertigte Bagel werden in Großbritannien dagegen im Stil der New Yorker Bagel hergestellt und als solche vermarktet.

### Form
Bagels sind rund und haben ein mehr oder weniger großes Loch in der Mitte. Durch den Kochprozess behalten die Teigringe beim Backen ihre Form und es entsteht die für Bagel typische harte, glänzende Kruste. Das Loch macht die Bagels leichter, sie sind schneller gekocht, und beim Backen bildet sich zusätzliche Kruste. Das Loch diente anfangs zum einfacheren Herausnehmen beim Kochen und zum Transport (an Schnüren oder Holzstangen aufgereiht). In dieser Form wurden Bagels in Osteuropa sowohl in Bäckereien wie an Marktständen und auf der Straße verkauft – häufig ohne Bewilligung – und dieser Art in New York noch bis in die 1970er Jahre ausgeliefert.
Ein handgefertigter „New York Bagel“ wog Mitte des 20. Jahrhunderts weniger als 100 Gramm. Seither wurden die Bagels immer größer. Verantwortlich für diese Entwicklung soll nicht zuletzt die Tatsache sein, dass Bagels immer häufiger als Sandwichs gegessen werden und nicht wie ursprünglich ohne Zutaten. Als ideale Größe für Bagels gilt ein Durchmesser von etwa zehn Zentimetern.
Zu den in Nordamerika erhältlichen Bagels, die in ihrer Form von den klassischen Bagels abweichen, gehören „Flagels“, vor dem Backen flachgedrückte Bagels, Riesenbagels für Partys und Empfänge und selbst quadratische Bagels sind anzutreffen. In Großbritannien bietet der Marktführer zum Valentinstag herzförmige Bagels in limitierter Auflage an, die kostenlos online über Facebook erhältlich sind.

### Konsistenz

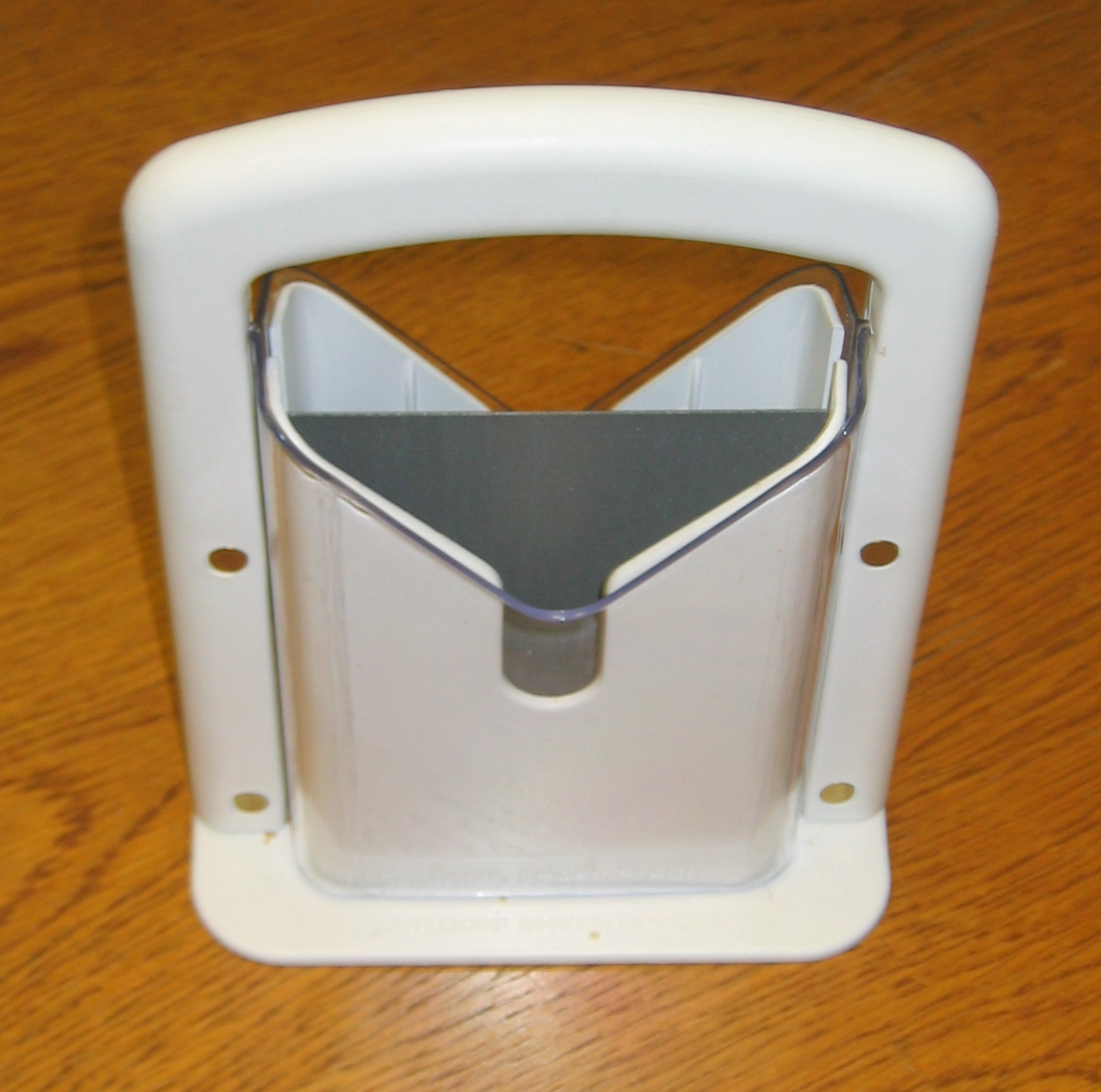
Bagelcutter

Bagel müssen einen intensiven Geschmack und eine dicke, glänzende Kruste aufweisen und dürfen nur im Inneren weich sein, so jedenfalls die Meinung der Bagel Mavens, wie Bagelkenner in den USA nach dem jiddischen Wort מבֿין (meiwn hebräisch „Verstehender“) gern genannt werden. Frische Bagel werden schnell hart und sollten deshalb innerhalb von fünf Stunden gegessen werden, am besten noch warm.
Sollen Bagel mit Cream cheese bestrichen oder als Sandwiches gegessen werden, werden sie aufgeschnitten. Da das Aufschneiden wegen der harten Kruste oft zu Verletzungen führt, kam es zur Erfindung des Bagelcutters für das Aufschneiden. Einzelne Hersteller verkaufen bereits aufgeschnittene Bagel. Für die Zubereitung von Sandwiches eignen sich jedoch weiche Bagel besser. Vielfach werden sie auf der Unterseite getoastet, bevor sie belegt werden.

## Herkunft des Gebäcks und der Bezeichnung

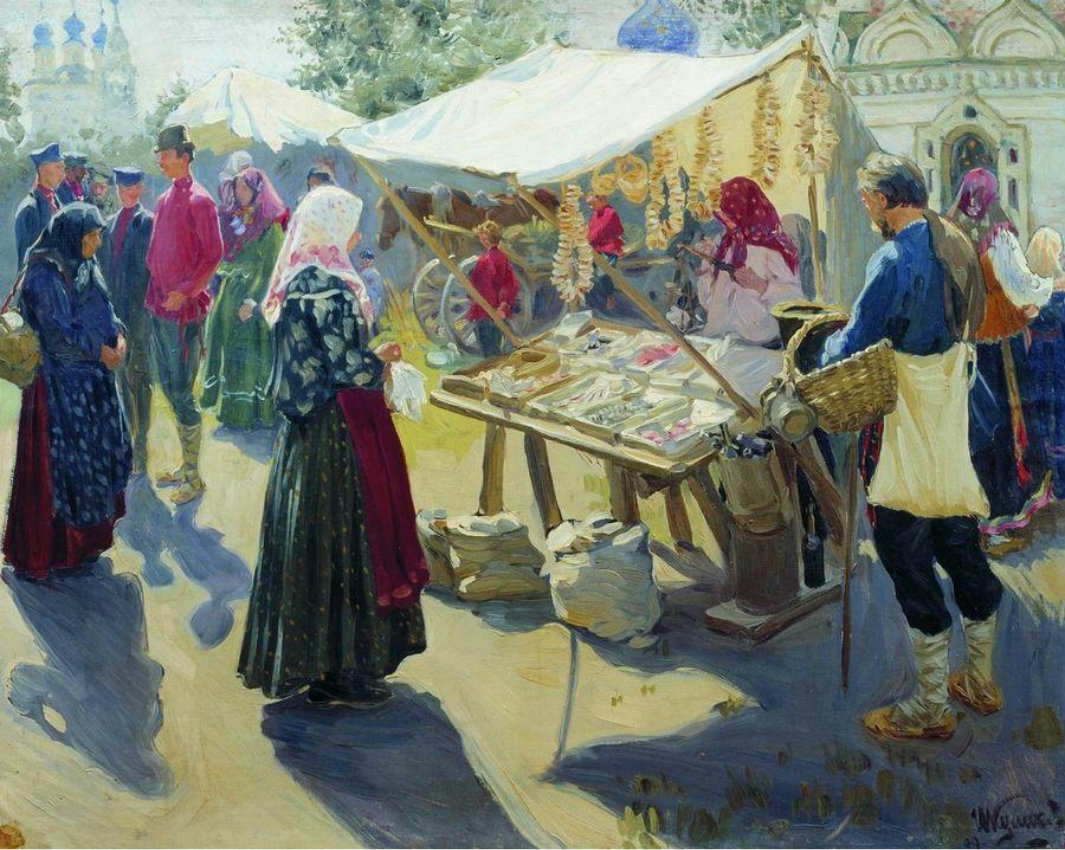
Iwan Semjonowitsch Kulikow, Markt, 1910

### Herkunft des Gebäcks
Ort und Zeitpunkt der Entstehung des Bagels sind unbekannt. Ringförmige Gebäcke sind seit alters her bekannt, beispielsweise der aus der Spätantike stammende Sesamring. Bereits ägyptische Hieroglyphen zeigen ein ringförmiges Gebäck. Die Zubereitungsart, ein Gebäck vor dem Backen kurz zu kochen, geht auf alte Traditionen zurück. Der älteste erhaltene Beleg, der Bagel erwähnt, sind Verordnungen der jüdischen Gemeinde Krakaus von 1610. Leo Rosten schreibt in seinem populären Buch The Joys of Yiddish von 1968, Bagels seien Frauen im Kindbett gegeben worden. Rostens vereinfachte Darstellung stützt sich auf den im Warschauer Ghetto verstorbenen polnisch-jüdischen Historiker Meir Balaban. Dieser Quelle nach hat es sich um ein gängiges Backwerk gehandelt, das zusammen mit Zopfbrot und Kuchen bei Familienfeiern angeboten wurde. Nach Claudia Roden geht der Bagel ebenso wie das Zopfbrot ursprünglich auf Süddeutschland zurück und hat seine definitive Form dann im jüdischen Polen erhalten.
Eine weitverbreitete Legende besagt dagegen, Bagel seien erst 1683 in Wien zu Ehren König Johann III. Sobieskis erfunden worden, der ein großer Pferdeliebhaber war. Der Name würde sich dann von Bügel (Steigbügel) ableiten. Allerdings wird gemäß Barbara Kirshenblatt-Gimblett die gleiche Legende für die Erfindung anderer kulinarischer Errungenschaften kolportiert.
Einer anderen Legende zufolge wurden Bagel im 9. Jahrhundert in einer abgelegenen Gegend in Preußen erfunden, wo die christliche Bevölkerung den Juden das Recht, Brot zu essen oder zu backen absprach. Ein Erlass des lokalen Fürsten verfügte, dass nur als Brot gelten kann, was gebacken wurde. Die Juden hätten daraufhin den Teig, statt ihn zu backen, gekocht und leicht getoastet gegessen.
Eine weitere Erklärung gibt Joan Nathan, die sich auf die Familie Beigel, jüdische Bäcker aus Krakau, beruft. In Osteuropa waren viele Juden als Hausierer tätig und oft unterwegs. Nach den jüdischen Religionsgesetzen müssen vor dem Genuss von Brot die Hände gewaschen und ein Segensspruch über das Brot gesprochen werden. Durch das Kochen vor dem Backen hätten Bagel ihren Status als Brot verloren und konnten wie Teigwaren ohne vorheriges Händewaschen unterwegs gegessen werden, wo sauberes Wasser oft nicht verfügbar war.

### Herkunft der Bezeichnung
Der Name des Gebäcks, jiddisch bejgl, ist eine umgelautete -el-Ableitung von mittelhochdeutsch bouc, bouge beziehungsweise gleichbedeutendem althochdeutschem boug. Etymologisch identisch ist bairisch Beigel, Beugel „Hörnchen“. Das polnische begiel, bugiel, bygiel ist dagegen wahrscheinlich dem Jiddischen entlehnt, erstmals belegt ist es im 16. Jahrhundert in der Bedeutung Obwarzanek, daneben ist ein bajgiełe mit der Bedeutung „jüdischer Obwarzanek“ bezeugt. Bei letzterem könnte es sich um eine Neuentlehnung aus dem 19. Jahrhundert handeln.
Im Nordost- und Südostjiddischen, das in Litauen und der Ukraine gesprochen wurde, lautet die Aussprache bejgl, im Zentralostjiddischen, das besonders im heutigen Polen beheimatet war, lautete sie bajgl. In den 1880er Jahren brachten osteuropäische jüdische Auswanderer das Gebäck nach New York und nach Kanada, wo aus dem jiddischen bejgl/bajgl in der amerikanisch-englischen Schreibweise das gleich ausgesprochene bagel wurde. In London, wo der Bagel etwa gleichzeitig wie in New York eingeführt wurde, blieb die der jiddischen Schreibweise näher stehende Schreibung beigel erhalten, sie wird jedoch zunehmend durch die amerikanische ersetzt.
Bejgl/bajgl bleibt im Jiddischen im Plural unverändert, im Englischen wird dagegen ein Plural mit -s, also bagels, gebildet, der im Deutschen zum Teil übernommen wird.

## Verbreitung
Bagel werden zunehmend weltweit angeboten und als amerikanisches Gebäck, weil dessen europäisch-jüdische Herkunft unbekannt ist, unter dem vermeintlich englischen Namen Bagel verkauft.

### Deutschsprachiger Raum
Die Focus-Marktanalyse des Jahres 2002 bezeichnete Bagel als „Snack-Hit Nummer eins“ in Deutschland und vermeldete eine „Bagel-Welle“ mit ersten Bagel-Bars in den Großstädten.
Noch unter dem nahezu ursprünglichen Namen werden sie als Beigerl oder Beugerl im österreichisch-bayerischen Raum weiterhin angeboten, teilweise allerdings halbkreisförmig, wie Kipferl oder Hörnchen. In der ursprünglich runden Form sind die Beigerl noch in manchen Teilen Österreichs als traditionelle Fastenspeise verbreitet. Verbunden ist damit die Tradition des Beigerlreißen.
Rottenhöfers Kochbuch listet ein Bagel-Rezept unter Nr. 2876 als Schlesische Fastenringe: „Von 300g Mehl, 125g Butter, 3 Eiern, 25g Hefe, 0,2l Milch und Salz bereitet man einen Hefeteig, läßt diesen aufgehen, formt davon dünne und drei Finger breite Ringe, läßt diese ebenfalls aufgehen, gibt sie dann in kochendes Salzwasser, hebt sie, nachdem sie an die Oberfläche aufgestiegen sind, wieder aus, läßt sie auf einem Tuche abtrocknen, legt sie auf ein Blech, bestreicht sie mit Ei, bestreut sie mit Salz und Kümmel oder mit Mohn und bäckt sie ziemlich rasch.“

### Großbritannien

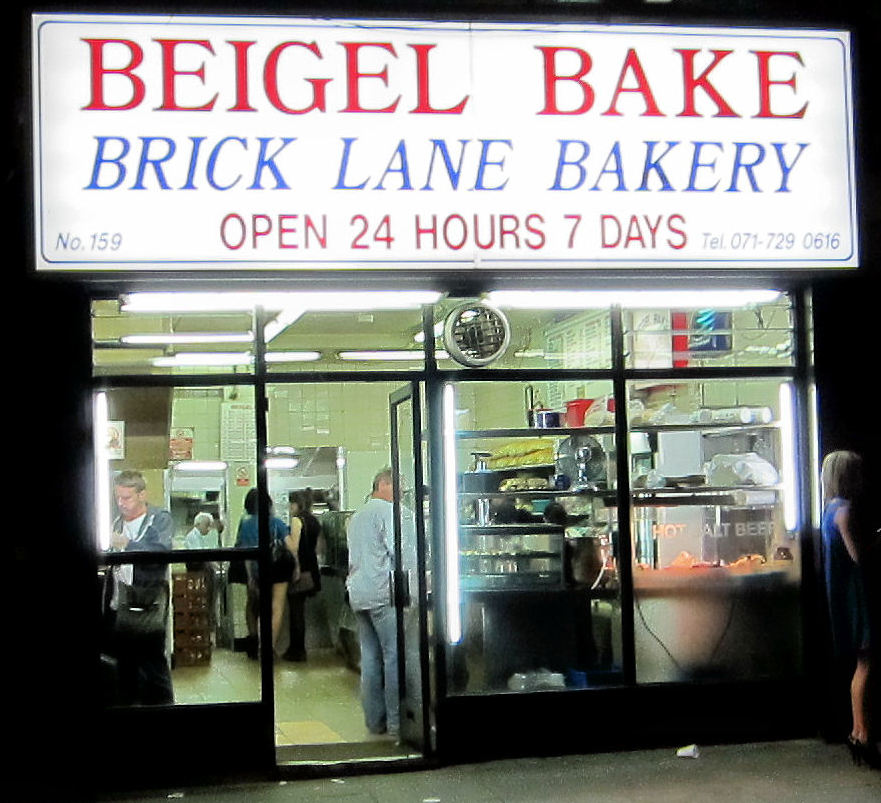
Beigel Bake, Brick Lane, London

Bagel wurden von osteuropäischen Immigranten Ende des 19. bis Anfang des 20. Jahrhunderts in Großbritannien eingeführt, blieben jedoch außerhalb der ostjüdischen Gemeinschaft weitgehend unbekannt. Erst gegen Ende des 20. Jahrhunderts wurden sie als amerikanische Spezialität populär, wenn auch in erster Linie als Frühstücksgebäck. Im Jahr 2011 wurden 378 Millionen Bagels für £60 Millionen verkauft, eine Zunahme um 26 Prozent gegenüber dem Vorjahr. Mehr als Dreiviertel davon entfallen auf die industriell gefertigten Bagel des Hauptanbieters, ein kanadisches Unternehmen, das seine abgepackten Bagel unter dem Namen „New York Bakery Bagels“ vermarktet. Im ehemals jüdischen Londoner East End befinden sich noch zwei traditionelle Bagel Bäckereien, Beigel Bake und Beigel Shop, sowie eine jüdische Bäckerei, die auch Beigel verkauft.

### Irland
In Irland sind Bagel seit Ende des 20. Jahrhunderts bekannt. Am St. Patrick’s Day werden grüne Bagel nach amerikanischem Vorbild angeboten. Bagel werden von der irischen Regierung nicht als Brot angesehen, sondern, wie Croissants und andere Backwaren, als Luxusgebäck und seit Dezember 2011 mit einer Mehrwertsteuer von 13,5 Prozent belegt, während Brot von der Steuer befreit ist.

### Israel und Palästina

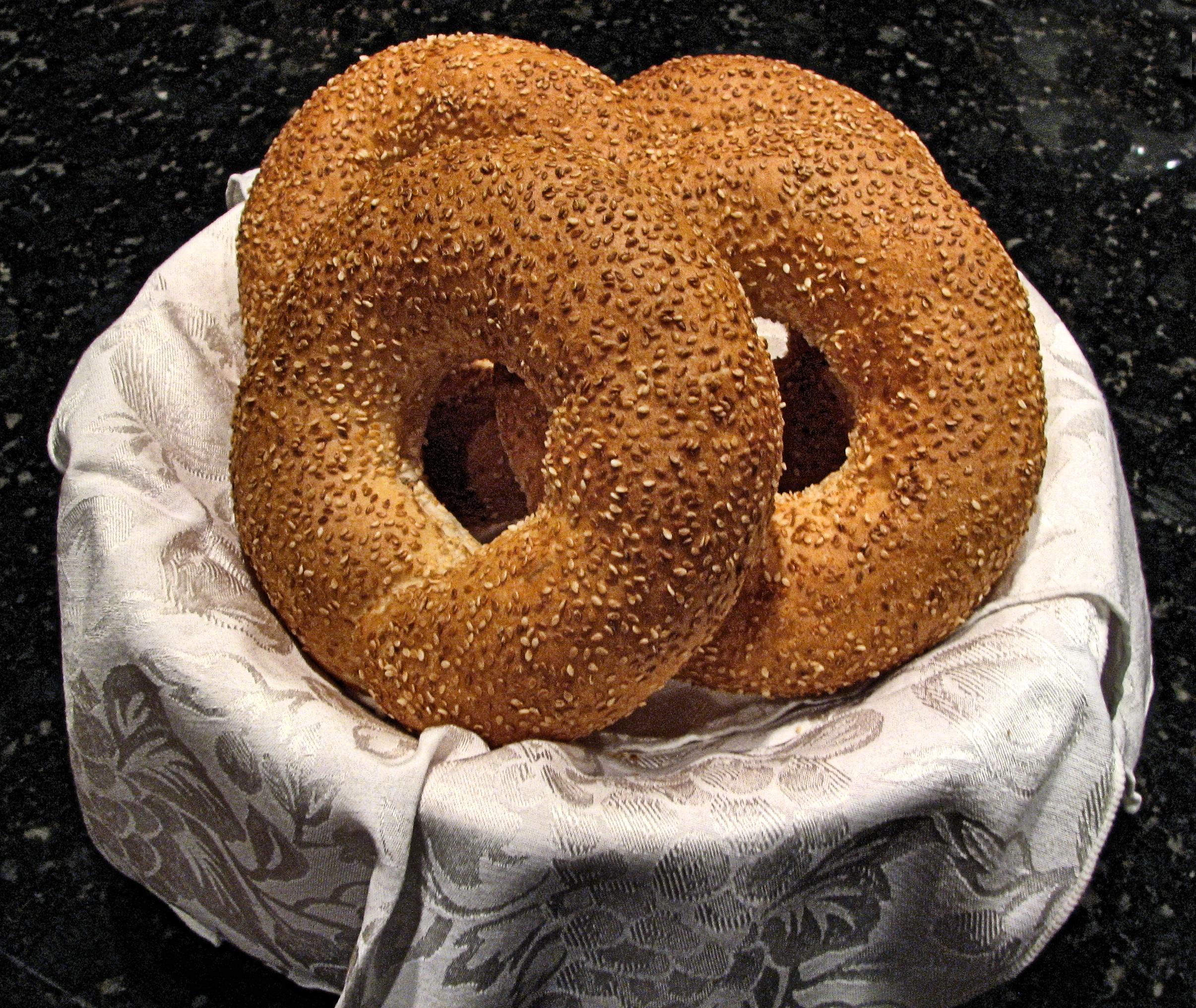
Palästinensischer Ka'ak

Die von osteuropäischen Immigranten in Israel gebackenen Beygl, die die New York Times als ein „steinhartes ringförmiges Gebäck“ (englisch rock-hard biscuit ring) beschrieb, sind in Israel seit dem späten 20. Jahrhundert vom amerikanischen Bagel weitgehend verdrängt worden. Daneben gibt es eine Jerusalemer Variante, die als „Jerusalem Bagel“ oder „Bagele“ bezeichnet wird. Jerusalem Bagel sind nicht rund, sondern oval, weich und süßlich und wesentlich größer als Bagel und werden mit Za’tar, einer Gewürzmischung, gegessen. Sie stammen aus der palästinensischen Küche und sollen, so Janna Gur, kurz nach dem Sechstagekrieg von Israelis entdeckt worden sein, als diese begannen, die Jerusalemer Altstadt zu erkunden, die vorher, während der jordanischen Herrschaft, von Juden nicht besucht werden konnte. Später wurden Jerusalem Bagel als Verpflegung bei Fußballspielen beliebt und sind in Israel überall erhältlich, gemäß Gur „selbst in Fünfsternhotels“.

### Nordamerika

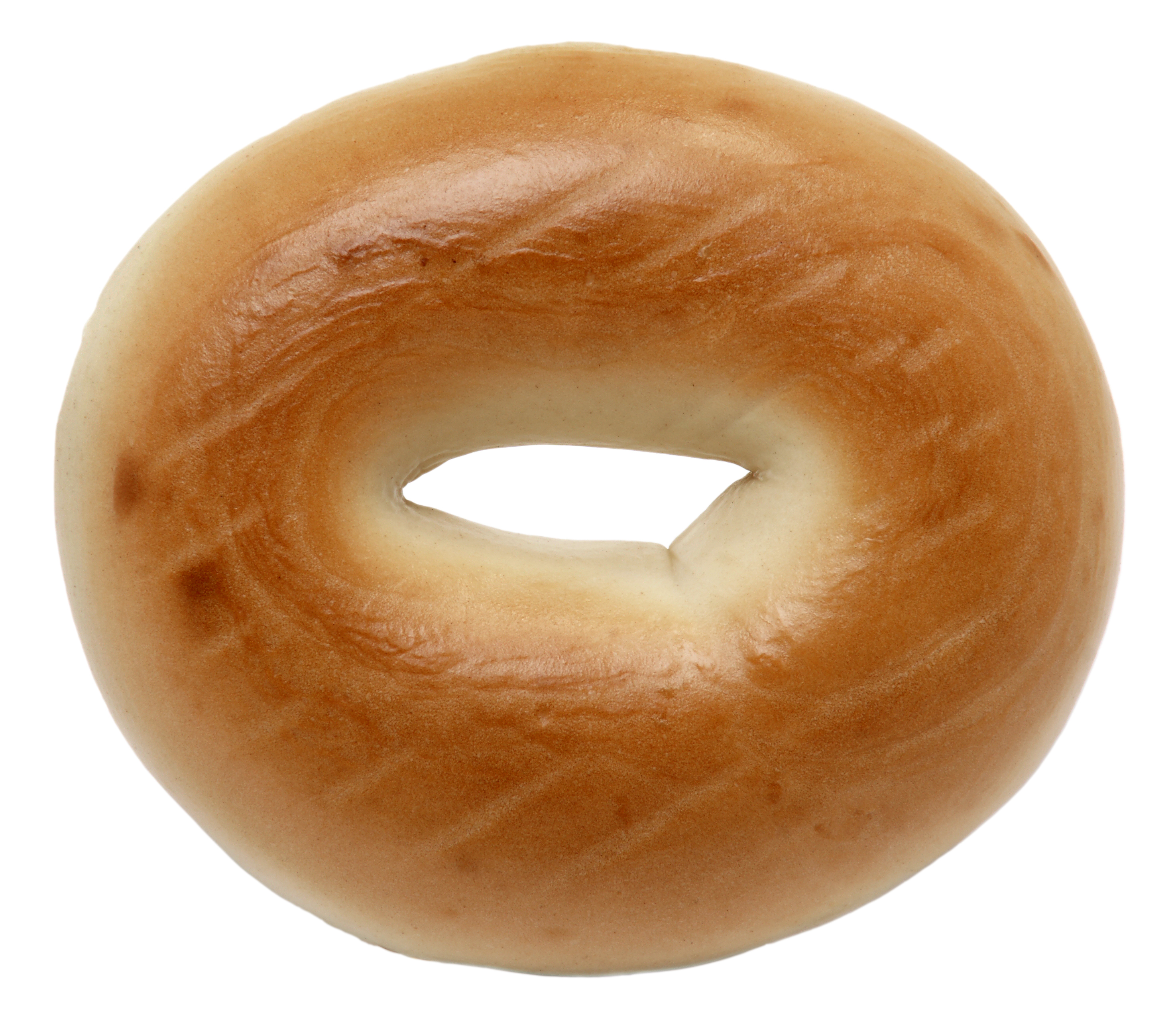
Maschinell gefertigter Bagel – anhand der Rillenabdrücke als nicht in Wasser gekocht, sondern mit Dampf behandelt erkennbar

In den USA und in Kanada sind Bagel ein Standardprodukt. Ende der 1990er Jahre haben sie auch bei McDonald’s Einzug gehalten. In den USA werden sie außerhalb New Yorks als typisches New Yorker Gebäck erachtet, während sie außerhalb der USA und Kanada als typisch amerikanisch gelten. Bagels werden meist aufgeschnitten und wenn sie nicht frisch aus dem Ofen kommen oft getoastet. Entweder nur mit einem Aufstrich aus Cream cheese, einem schmear, zum Frühstück oder mit verschiedenen Füllungen als Sandwich gegessen.

#### USA

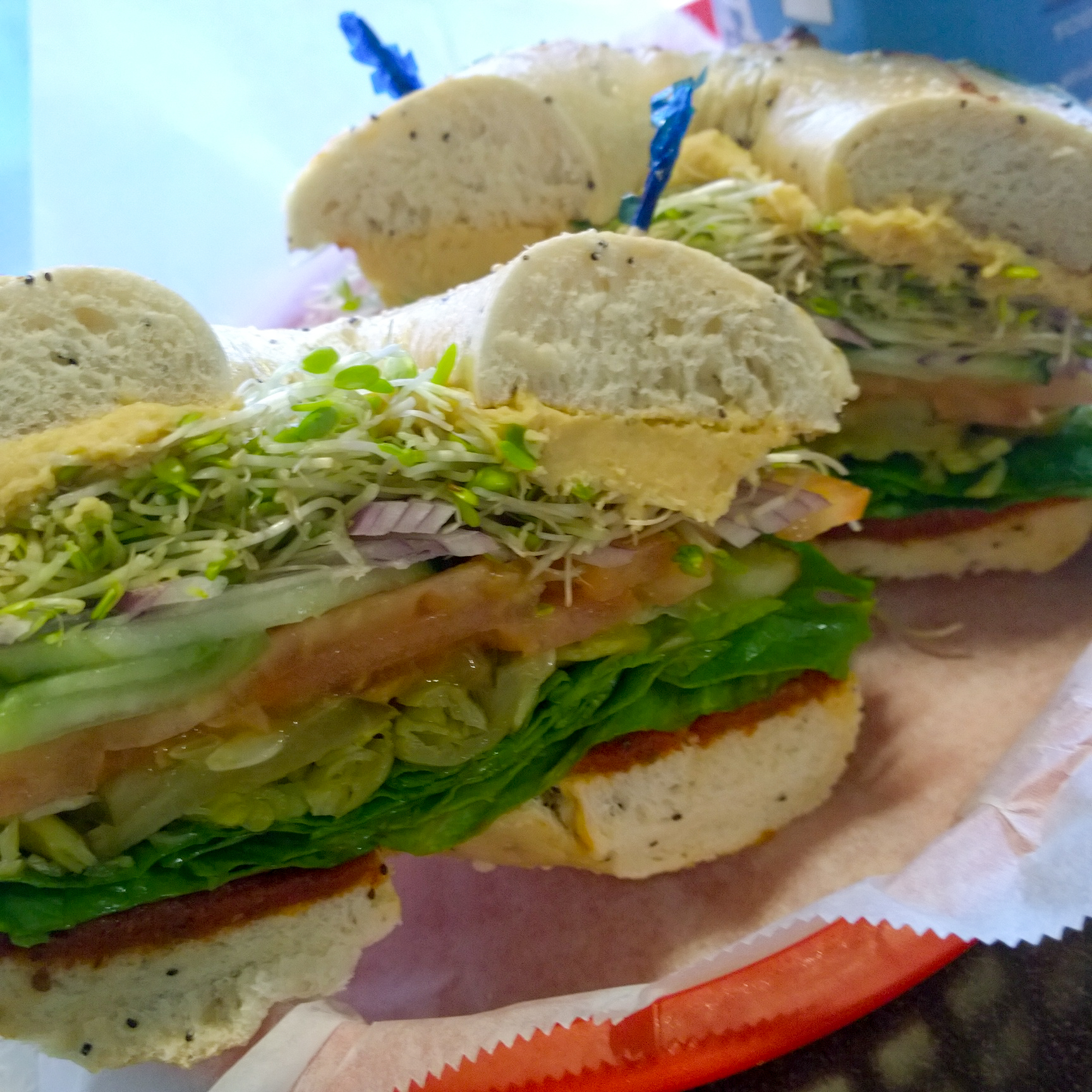
Reichlich belegter Bagel aus einem Frühstücksrestaurant in Kalifornien

Bagel wurden in New York ursprünglich nur von osteuropäisch-jüdischen Immigranten hergestellt und gegessen. 1907 gab es in New York 300 Bagelbäcker, 1910 wurde eine Sektion der Bagelbäcker innerhalb der Jewish Bakers Union, Local 100, der Gewerkschaft der jüdischen Bäcker New Yorks gegründet, die sich 1937 als International Bagel Bakers Union, Local 338 selbständig machte.
Die erste schriftliche Erwähnung des Bagels in englischer Sprache ist in den USA erst für die 1930er Jahre belegt. Bis etwa 1950 sollen Bagel in den USA nur in New York bekannt gewesen sein. In den 1950er Jahren brachte Lender’s Bagels die ersten abgepackten und kurz danach die ersten gefrorenen Bagels in den USA auf den Markt, 1963 wurde die erste von der Thompson Bagel Machine Corporation entwickelte kommerziell einsetzbare Bagelmaschine in Betrieb genommen. Nachdem sie in New York populär geworden waren, breiteten sich Bagel nun in den ganzen USA aus.
1992 wurden in den USA industriell gefertigte Bagel im Wert von knapp 355 Millionen Dollar verkauft, die überwiegende Mehrheit davon tiefgefroren, bereits 1995 hatte sich der Verkauf auf 1,6 Milliarden Dollar erhöht.

#### Kanada
In Kanada waren die ersten Bagelbäckereien in Montreal im frühen 20. Jahrhundert gegründet worden. In Montreal streiten sich zwei Bagelbäckereien darüber, welche von ihnen die wirklich älteste und beste ist. Eine 1957 in Toronto gegründete Bagelbäckerei verkaufte in den 1960er Jahren vier bis sechs Millionen Bagel pro Jahr in Toronto und Umgebung und nur ein Viertel davon an jüdische Kundschaft. In den späten 1980er Jahren stieg der Bagelkonsum in Kanada um 88 Prozent. Die größte, 1993 gegründete kanadische Bagelbäckerei verkaufte bereits 1996 mehrere Millionen Bagel monatlich. Montreal Bagels haben es bis ins Weltall geschafft, und Mini-Bagels mit geräuchertem Lachs gehörten zum Auftakt des Menus mit typischen regionalen Spezialitäten, das Prinz William und seiner Ehefrau bei ihrem offiziellen Besuch in Montreal im Juli 2011 serviert wurde.

## Bagel in der jüdischen Tradition

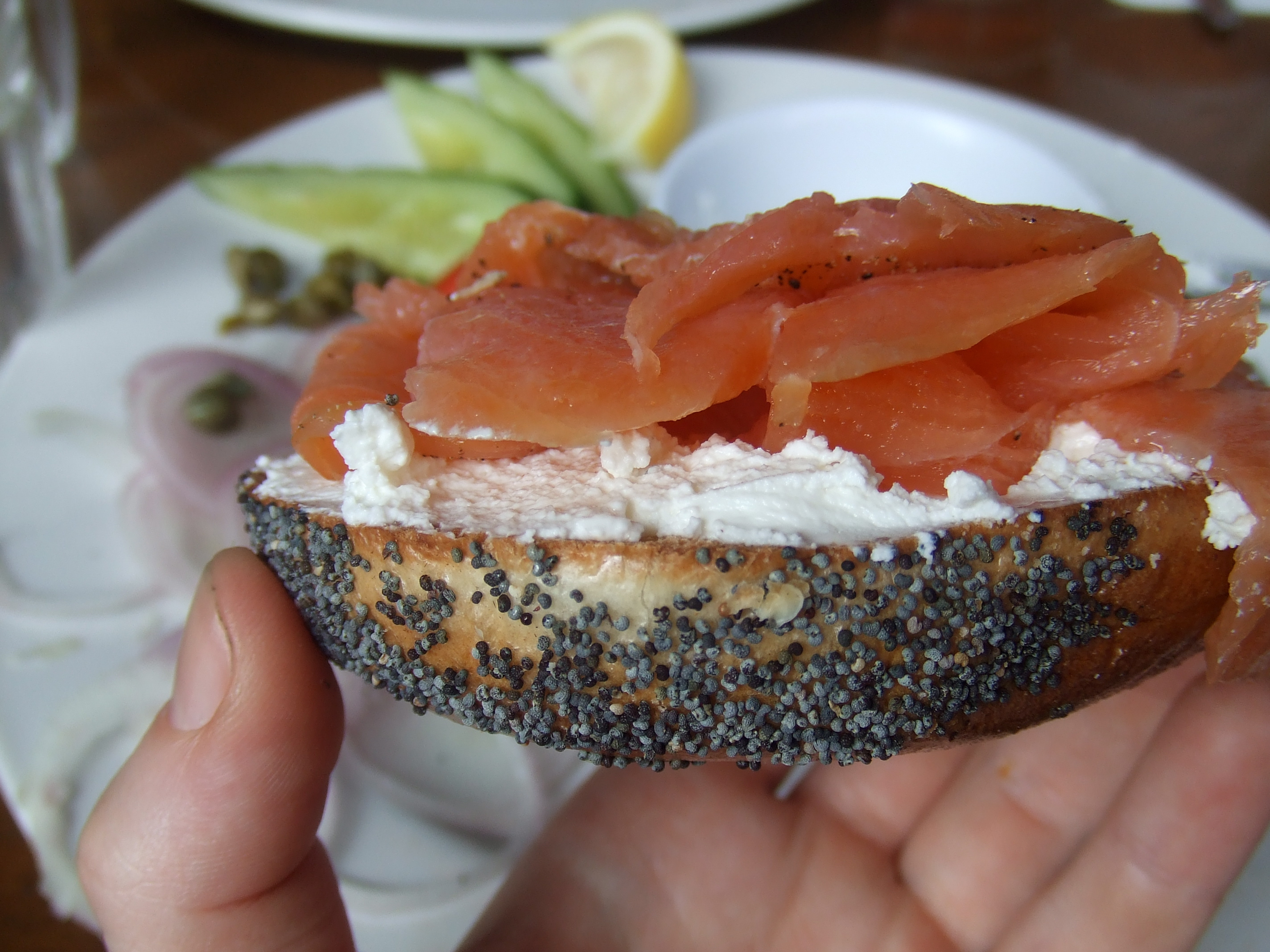
„Bagel and Lox“, Mohnbagel mit Cream cheese und Räucherlachs

Runden Gegenständen wurde oft eine Schutzfunktion zuerkannt. Hebammen erhielten nach einer glücklichen Geburt Bagel geschenkt, und Bagel wurden bei der Feier zur Beschneidung eines Knaben und anderen besonderen Familienfeiern gereicht. Mandel-Bagel gehörten zu den Gebäcken, die zum Purimfest verschenkt wurden. Andererseits waren Bagel ein Zeichen der Trauer; in Asche getunkt gehörten sie zu den Speisen, die Trauernde bei der Rückkehr von der Beerdigung aßen. Vor dem neunten Av, einem Fasttag zum Gedenken an die Zerstörung des Tempels in Jerusalem, wurden sie ebenfalls gegessen.
Bagels wurden in Bäckereien und zu Hause gebacken, meist aus Weißmehl; in Teilen Litauens gab es dunkle Bagel. Mindestens seit dem 19. Jahrhundert wurden mit Milch und Eiern hergestellte Bagel bekannt.
Da sie aus Weißmehl hergestellt wurden, war es ursprünglich ein Luxusgebäck. Jedoch entwickelten sich Bagel in Osteuropa zu einem Alltagsgebäck, das am Morgen und tagsüber gegessen wurde. Das in den USA als typisch jüdisch geltende und auch außerhalb der jüdischen Gemeinschaft beliebte Sonntagsfrühstück Bagel and Lox ist dagegen amerikanischen Ursprungs. Die Kombination soll gemäß Marks als Ersatz für das in den USA in den 1930er Jahren populäre, nicht den jüdischen Speisegesetzen entsprechende Frühstücksgericht Eggs Benedict, ein pochiertes Ei, überzogen mit Sauce Hollandaise auf einem mit Schinken oder Speck belegten halben englischen Muffin, entstanden sein. Der Schinken wurde durch damals noch nicht so teuren Räucherlachs und die Sauce Hollandaise durch Cream cheese ersetzt und auf einem mit ungesalzener Butter bestrichenen Bagel an Stelle des englischen Muffins gegessen. Salcia Landmann mokiert sich in ihrem Kochbuch über die in den USA „reich gewordenen Ostjuden“, die aus einem „Armeleutegebäck“ eine Delikatesse zu machen versuchen.

## Bagel in Sprichwörtern, Redensarten und Witzen
Bagel kommen in zahlreichen Sprichwörtern, Redensarten und Witzen vor.
- So wird ein gemeiner Dieb als beygl-chaper (Bagel-Dieb) bezeichnet.[58]
- Am besten bekannt ist das Sprichwort: Erst vom dritten Beigl wird man satt. Ein anderes Sprichwort lautet: Wenn man den Beigl aufgegessen hat, bleibt in der Tasche das Loch.[59]
- Im Tennis wird ein zu Null gewonnener Satz englisch als Bagel bezeichnet, was auf die Form dieses Gebäcks verweist.

## Ähnliche Backwerke und Namensgleichheit

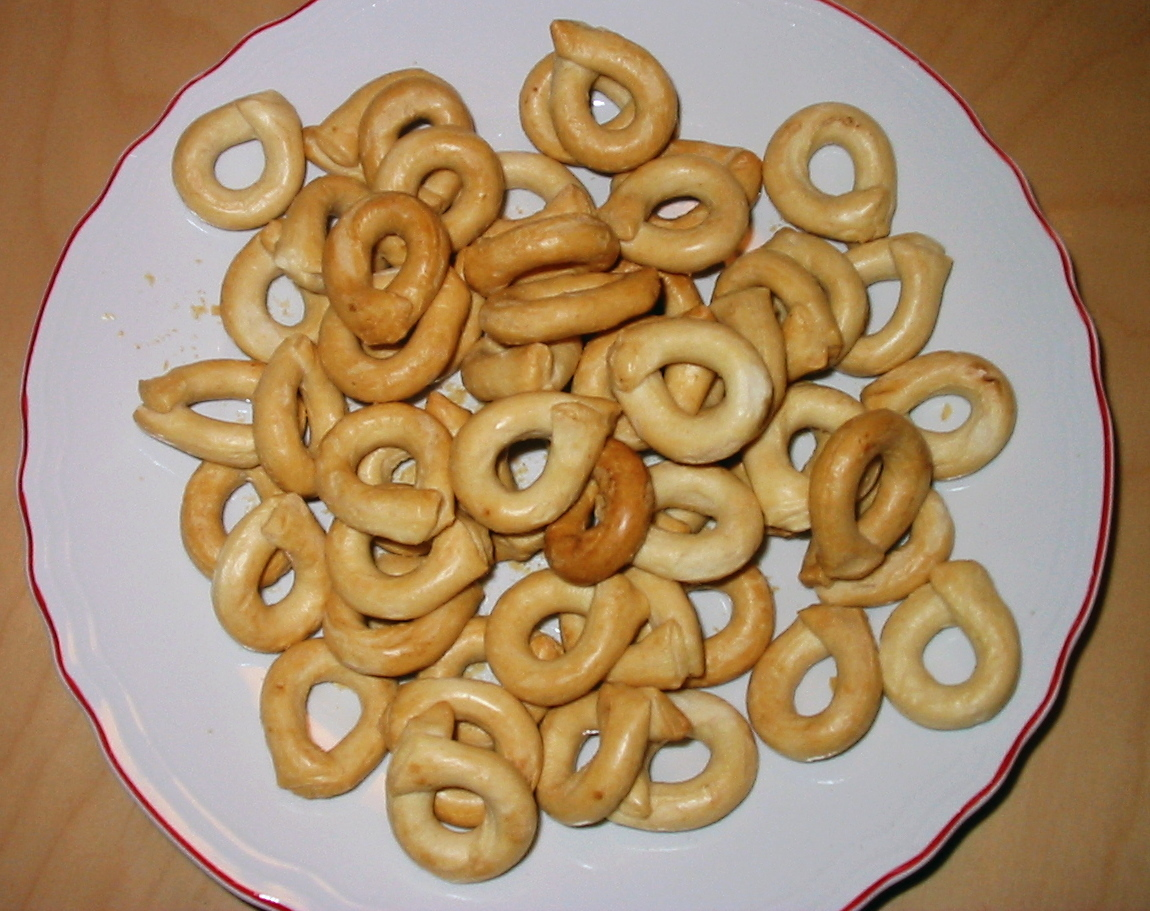
Taralli, ein mit dem Bagel verwandtes süditalienisches Gebäck

- Mit dem Bagel in der Form verwandt ist der bereits im 14. Jahrhundert bezeugte, in Krakau auf offener Straße verkaufte Obwarzanek. Weitere enge osteuropäische Verwandte des Bagels sind die russisch-ukrainischen Bubliki, die von den Verkäufern an einer Schnur um den Hals getragen wurden, und die kleineren Baranki und Suschki.
- Ähnliche Backwerke sind die türkischen Simit, die in Griechenland Koulouri heißen, und in der Regel mit Sesam bestreut gebacken werden (Sesamring).
- In Italien sind seit alters Taralli und Ciambelle bekannt.
- In China gibt es ein verwandtes Gebäck namens Girde.
- Dem Bagel ähnlich ist der fast ausschließlich in den USA anzutreffende, der osteuropäisch-jüdischen Küche entstammende Bialy, eine Abkürzung für Białystoker Kuchen. Bialys werden vor dem Backen jedoch nicht gekocht und weisen statt eines Lochs nur eine tiefe Einbuchtung in der Mitte auf.[60]
- Der amerikanische Donut hat zwar die gleiche Form wie der Bagel, besteht aber aus einem anderen Teig und wird in Fett ausgebacken.
- Mit ähnlichem Namen gibt es in den Ländern der ehemaligen Donaumonarchie und in Bayern ein mit Mohn oder Nüssen gefülltes süßes Hefegebäck (Hörnchen), das im österreichischen Deutsch Beigel oder Beugel genannt wird.[61] In Salzburg und Oberösterreich findet sich außerdem als Gebäck für die Fastenzeit das Fastenbeugel, aus demselben Teig hergestellt wie Salzbrezel, aber nur als Ring ausgeformt. Früher wurde es traditionell an arme Kinder verschenkt.
- In Ungarn werden namensähnlich Bejgli als Nuss- (ungarisch: diósbejgli) und Mohnstollen (mákosbejgli) traditionellerweise an Weihnachten und Ostern gegessen.
- Ähnlichkeiten mit einem Bagel in der Form weist der traditionelle Dortmunder Salzkuchen auf.

## Film
- Beigels Already. Dokumentarfilm über die Beigel Bakery, Brick Lane (London), Großbritannien 1992, 9:40 Min. (englisch), abrufbar auf Vimeo.
- Bagelmania: Ein Kringel erobert die Welt. Dokumentarfilm, Deutschland, 2016, 58:32 Min., Buch und Regie: Sophie Kill, Produktion: NDR, Erstsendung: 30. November 2016 bei NDR, Inhaltsangabe von ARD, online-Video verfügbar bis 30. November 2017.